# Altrincham FC

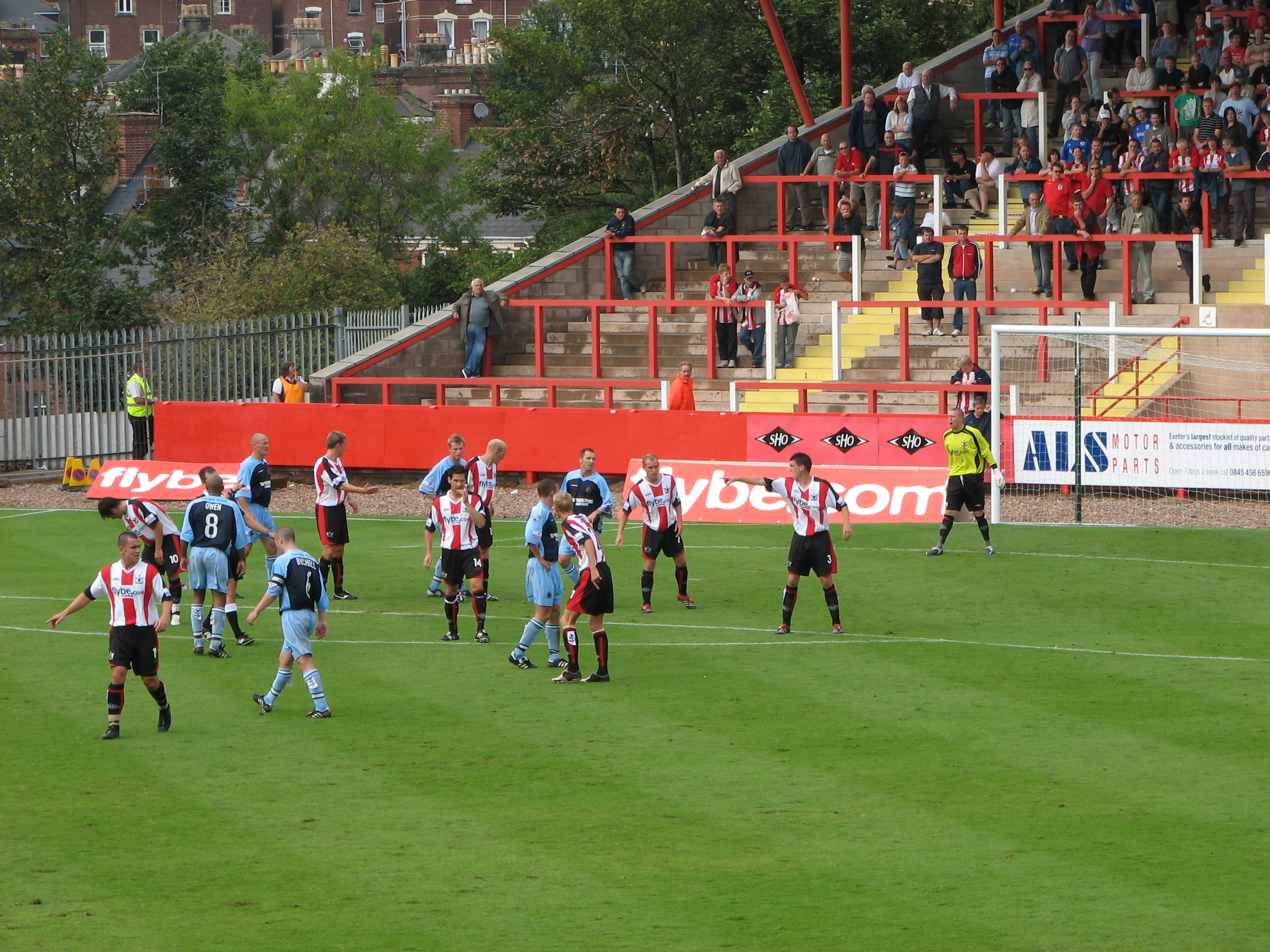
Wedstrijd tegen Exeter, 2006

Altrincham FC is een Engelse voetbalclub uit Altrincham, Greater Manchester. De thuiswedstrijden van de club worden gespeeld op Moss Lane. Met ingang van het seizoen 2020/21 komt de club uit op het vijfde niveau van Engeland, de National League.

## Geschiedenis
De club was medeoprichter van de Alliance Premier League (nu National League) in 1979 en werd daar in de eerste twee seizoenen kampioen maar slaagde er beide keren niet in verkozen te worden tot de Football League. Rechtstreekse promotie en degradatie kwam er pas midden jaren 80.
Daarna slaagde de club er niet meer in om de titel te behalen en degradeerde in 1997 naar de Northern Premier League. Na twee jaar werd de titel behaald maar de promotie duurde maar voor één seizoen. In 2004 werd de club in de Conference North geplaatst, een nieuwe divisie tussen de Conference National en de Northern Premier League. Een jaar later promoveerde de club terug naar de Conference National na de eindrondefinale gewonnen te hebben tegen Eastbourne Borough.
In het seizoen 2005/06 werd de club 18de maar stelde 15 wedstrijden lang een niet-speelgerechtigde speler op die 6 keer scoorde. Hierdoor kreeg de club 18 strafpunten waardoor de club laatste werd. De club ging in beroep maar dit werd afgewezen. Desalniettemin degradeerde de club niet omdat Canvey Island FC zich terugtrok en ook Scarborough FC degradeerde na een aantal strafpunten door overtredingen. Ook in 2006/07 zou de club degraderen maar werd gered door Boston United dat twee klassen moest degraderen. Het volgende seizoen (2007/08) werd Altrincham weer gered van degradatie, doordat Halifax Town failliet ging.
In 2011 degradeerde Altrincham dan toch naar de Conference North. In 2012/13 plaatsten ze zich dankzij een vierde plaats voor de play-offs om promotie, waarin ze met 4-2 verloren van Brackley Town. Het volgende seizoen sloten ze weer af op de vierde plaats en ditmaal wisten ze wel via de nacompetitie te promoveren, door Guiseley in de finale met 2-1 te verslaan. In 2015/16 eindigde de club in de degradatiezone en degradeerde naar de hernoemde National League North. Het volgende seizoen eindigden ze onderaan in de National League North, wat zorgde voor  een tweede opeenvolgende degradatie, naar de Premier Division van de Northern Premier League. In het seizoen 2017/18 won de club echter de Northern Premier League-titel en verdiende promotie terug naar de National League North.
In 2020 wist Altrincham via de play-offs promotie af te dwingen naar het vijfde niveau. Na Chester FC (3-2) en York City (2-0) uitgeschakeld te hebben, waren ze in de finale met 1-0 te sterk voor Boston United.

## Bekersuccessen
In de FA Cup behaalde de club al enkele mooie resultaten. In 1978 speelde de club gelijk in het White Hart Lane stadion van Tottenham Hotspur. Nog beroemder is de 1-2-overwinning op Birmingham City dat in de hoogste klasse speelde. Het was nog maar de 2de keer in de geschiedenis dat een niet-league club een eersteklasser versloeg op eigen terrein in een FA Cup wedstrijd, de vorige club was Wimbledon FC dat Burnley FC met 0-1 versloeg in 1975. In totaal versloeg Altrincham zeventien keer een opponent uit de Football League in het Engelse bekertoernooi. De laatste keer dat Altrincham stunte in de FA Cup was in 2015, toen Barnsley FC met 1-0 verslagen werd.

## Erelijst
- National League
  - 1979/80, 1980/81
- Conference League Cup
  - 1981
- FA Trophy
  - 1977/78, 1985/86

Aldershot Town ·
Altrincham ·	
Barnet ·
Boston United ·
Braintree Town · 
Dagenham & Redbridge ·
Eastleigh ·
Ebbsfleet United ·
Forest Green Rovers ·
Fylde ·
Gateshead · 
Halifax Town · 
Hartlepool United ·
Maidenhead United ·
Oldham Athletic · 
Rochdale ·
Solihull Moors ·
Southend United ·
Sutton United ·
Tamworth ·
Wealdstone ·
Woking ·
Yeovil Town ·
York City